# Les Albres

Les Albres este o comună în departamentul Aveyron din sudul Franței. În 1 ianuarie 2022 avea o populație de 344 de locuitori.